# Matasuentha
Matasuentha (auch Mataswintha oder Matasuntha) (* 518/20; † nach 551) war die Tochter der ostgotischen Königin Amalasuntha und des Westgoten Eutharich († um 523). Sie war damit Enkelin des Ostgotenkönigs Theoderich und Schwester von dessen Nachfolger Athalarich.
Matasuentha wurde gegen ihren Willen mit dem ostgotischen König Witichis verheiratet, der sich so eine dynastische Legitimation erhoffte, da er nicht dem Geschlecht der Amaler angehörte. Während des Gotenkriegs nahm sie, verbittert wegen der erzwungenen Ehe, Kontakt zu dem oströmischen Offizier Johannes auf, einem Unterfeldherrn des Generals Belisar. Während der Belagerung von Ravenna durch die Oströmer kursierten (wohl unzutreffende) Gerüchte, sie habe Feuer in einem Kornspeicher gelegt, um so die Einnahme der Stadt zu erleichtern. Nach Witichis' Niederlage im Frühjahr 540 und der Einnahme Ravennas durch Belisar wurde sie mit ihrem Gatten und dem Kronschatz Theoderichs nach Konstantinopel gebracht. Nach Witichis’ Tod wurde Matasuentha mit Germanus, einem Vetter und erfolgreichen General Kaiser Justinians, verheiratet. 
Germanus hatte sich vielleicht von der Ehe, vor allem im Hinblick auf den wieder ausgebrochenen Gotenkrieg, eine symbolische Bedeutung erhofft. Er sollte das Kommando in Italien übernehmen und spekulierte (wohl nicht zu Unrecht) darauf, dass die Goten Bedenken haben würden, den Kampf unter diesen Umständen fortzusetzen. Allerdings starb Germanus kurz darauf. Der Ehe entstammte 551 ein Sohn, der ebenfalls Germanus hieß, aber auch als Germanus Postumus bekannt wurde, da er nach dem Tod seines Vaters geboren wurde. Über Matasuenthas weiteres Leben ist nichts bekannt.
Eine wichtige Quelle zu Matasuenthas Leben stellen die Getica des Jordanes dar, die teilweise auf der verlorenen Gotengeschichte Cassiodors beruht. Jordanes setzte im Hinblick auf ein eventuell zu erneuerndes Westreich offenbar einige Hoffnungen in die Verbindung Matasuenthas mit Germanus. Auch Prokopios von Caesarea berichtet im Rahmen seiner Historien von ihr (besonders in Bezug auf die Kämpfe in Italien).